# Dorfkirche Wollenrade

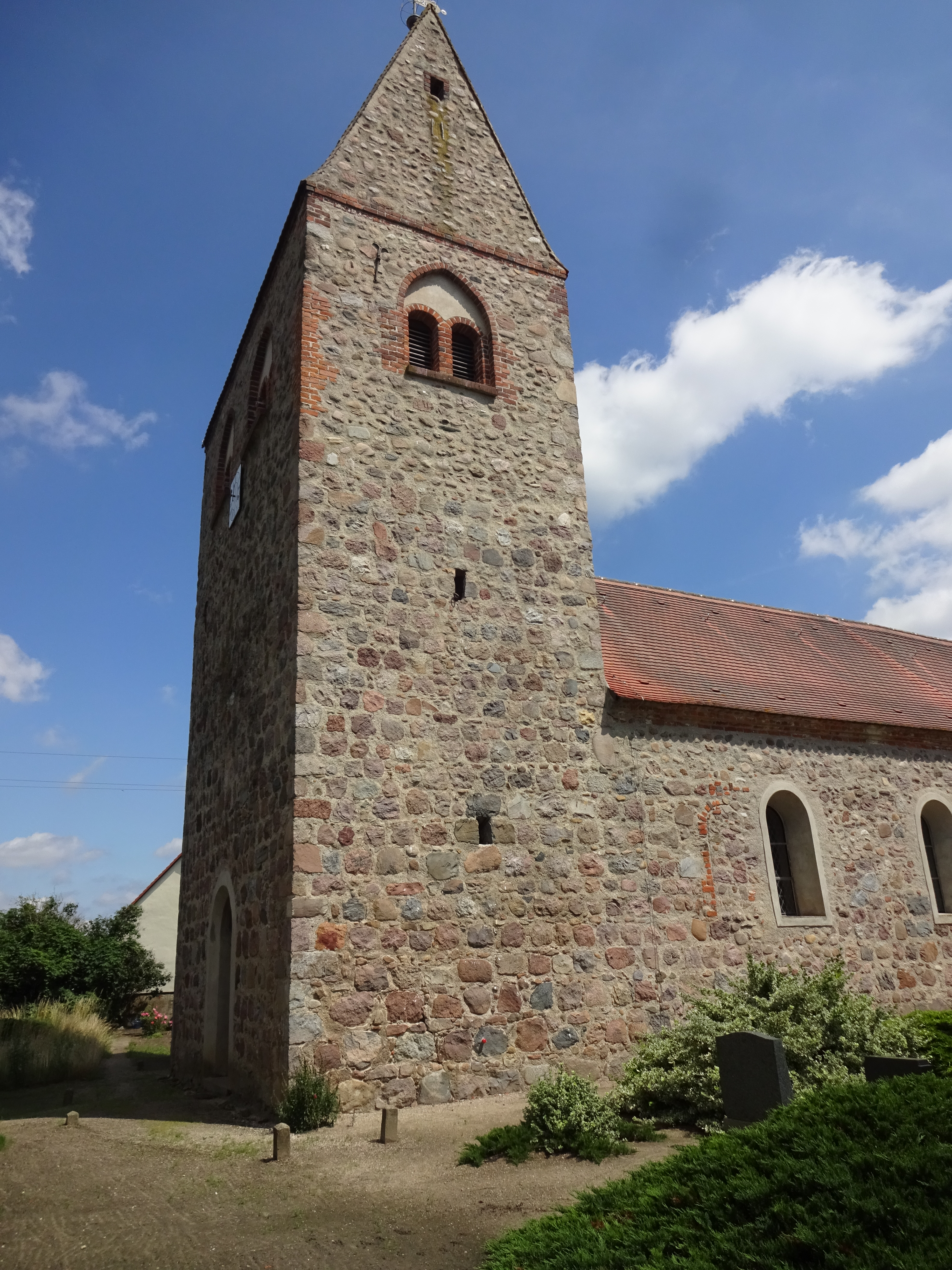
Dorfkirche Wollenrade

Die evangelische Dorfkirche Wollenrade ist eine spätromanische Saalkirche im Ortsteil Wollenrade von Osterburg (Altmark) im Landkreis Stendal in Sachsen-Anhalt. Sie gehört zum Pfarrbereich Bismark im Kirchenkreis Stendal der Evangelischen Kirche in Mitteldeutschland.

## Geschichte und Architektur
Die spätromanische Saalkirche besteht aus Westquerturm mit einer Mauerstärke von 1,80 m, einem kurzen, gleich breiten Schiff und eingezogenem, leicht aus der Achse verschobenen Rechteckchor; sie wurde in Feldsteinmauerwerk erbaut und 1230 geweiht. Im Obergeschoss des Westturms sind spitzbogige Schallöffnungen mit rundbogigen Biforien und Backsteineinfassung eingelassen. Im Jahr 1737 wurden Umbauarbeiten vorgenommen, wobei die Chormauern und das Chordach erhöht, die Fenster vergrößert sowie die romanischen Portale auf der Südseite vermauert wurden. Restaurierungen wurden um 1960 und 2002 durchgeführt.
Innen ist das Bauwerk flachgedeckt, das Erdgeschoss des Turms ist durch ein Tonnengewölbe geschlossen.

## Ausstattung
Auf dem Altar ist ein Kreuzigungsgemälde als Rest eines barocken Retabels zu sehen, welches auf das Jahr 1713 datiert ist und vom selben Maler stammt wie die Altarbilder in der Dorfkirche Bertkow und in der Dorfkirche Storbeck; das stilisierte Akanthuswerk des Rahmens stammt vom selben Meister wie dasjenige der Altäre der Dorfkirchen in Gladigau, Stapel und Storbeck. Von der gleichen Hand stammt auch die aufwändig geschnitzte, von einer Mosesfigur getragene barocke Kanzel aus dem Jahr 1715, deren Korb mit reichem Akanthuswerk versehen ist. Gleichzeitig wurde auch der Taufengel geschaffen. Eine Bronzeglocke wurde im Jahr 1601 von Jost Bodeker in Havelberg gegossen.
Auf dem Kirchhof sind zwei Inschriftgrabsteine zu sehen: für Karl Christian Ludwig Benckendorff († 1831) und für Johanne Friederike Benckendorff († 1845).